# Cmentarz żydowski w Łosicach
Cmentarz żydowski w Łosicach – został założony między 1690 a 1734 rokiem. Podczas II wojny światowej został zdewastowany przez Niemców, a w latach 60. XX wieku władze komunistyczne zorganizowały na jego terenie Park XX-lecia. W 2001 udało się odzyskać zachowane macewy. W 2007 teren nekropolii ogrodzono i rozpoczęto prace nad budową lapidarium. Uroczysta rededykacja cmentarza miała miejsce 20 maja 2008. Łosicki kirkut wyróżnia się zachowanymi oryginalnymi polichromiami macew.